# Kouts
Kouts é uma cidade  localizada no estado americano de Indiana, no Condado de Porter.

## Demografia
Segundo o censo americano de 2000, a sua população era de 1698 habitantes.
Em 2006, foi estimada uma população de 1813, um aumento de 115 (6.8%).

## Geografia
De acordo com o United States Census Bureau tem uma área de
2,9 km², dos quais 2,9 km² cobertos por terra e 0,0 km² cobertos por água. Kouts localiza-se a aproximadamente 208 m acima do nível do mar.

## Localidades na vizinhança
O diagrama seguinte representa as localidades num raio de 20 km ao redor de Kouts.